# Агуада (Пуерто-Рико)
Агуада (ісп. Aguada, locally [aˈɣwaða]) — муніципалітет Пуерто-Рико, острівної території у складі США. Заснований 1508 року.

## Географія
Агуада розташований у західній частині острову Пуерто-Рико.
Площа суходолу муніципалітету складає 78 км² (54-е місце за цим показником серед 78 муніципалітетів Пуерто-Рико).

## Демографія
Станом на 2010 рік на території муніципалітету мешкало 41 959 ос.
Динаміка чисельності населення:

## Населені пункти
Найбільші населені пункти муніципалітету Агуада:
| Населений пункт | Статус | Населення :   | Населення :   | Населення :   |
| Населений пункт | Статус | на 01.04.1990 | на 01.04.2000 | на 01.04.2010 |
| --------------- | ------ | ------------- | ------------- | ------------- |
| Агуада          | Місто  | 4 608         | 3 871         | 3 212         |
| Луяндо          | Селище | 3 121         | 3 553         | 2 886         |